# Pseudomugil cyanodorsalis
Pseudomugil cyanodorsalis är en fiskart som beskrevs av Allen och Sarti, 1983. Pseudomugil cyanodorsalis ingår i släktet Pseudomugil och familjen Pseudomugilidae. Inga underarter finns listade i Catalogue of Life.